# Cantonul Peyriac-Minervois
Cantonul Peyriac-Minervois este un canton din arondismentul Carcassonne, departamentul Aude, regiunea Languedoc-Roussillon, Franța.

## Comune
- Aigues-Vives
- Azille
- Cabrespine
- Castans
- Caunes-Minervois
- Citou
- La Redorte
- Laure-Minervois
- Lespinassière
- Pépieux
- Peyriac-Minervois (reședință)
- Puichéric
- Rieux-Minervois
- Saint-Frichoux
- Trausse
- Villeneuve-Minervois